# ОФК Бар
ОФК Бар бивши је црногорски фудбалски клуб из Бара. Основан је 2001. године, такмичио се у једној сезони у Првој лиги, а због финансијских проблема угашен је 2012, након што је иступио из Друге лиге у сезони 2012/13.

## Резултати у такмичењима у Црној Гори
| Сезона   | Ранг | Лига                      | Бр.екипа | Позиција  | Куп             |
| -------- | ---- | ------------------------- | -------- | --------- | --------------- |
| 2006/07. | 3    | Трећа лига — Јужна регија | 7        | 6. место  | Није учествовао |
| 2007/08. | 3    | Трећа лига — Јужна регија | 6        | 2. место  | Осмина финала   |
| 2008/09. | 3    | Трећа лига — Јужна регија | 9        | 1. место  | Није учествовао |
| 2009/10. | 2    | Друга лига                | 12       | 2. место  | Четвртфинале    |
| 2010/11. | 1    | Прва лига                 | 12       | 12. место | Четвртфинале    |
| 2011/12. | 2    | Друга лига                | 12       | 8. место  | Прво коло       |
| 2012/13. | 2    | Друга лига                | 12       | 12. место | Прво коло       |